# Anguispira kochi
Anguispira kochi är en snäckart som först beskrevs av Ludwig Pfeiffer 1821.  Anguispira kochi ingår i släktet Anguispira och familjen Discidae. Inga underarter finns listade i Catalogue of Life.